# Lekkoatletyka na Letnich Igrzyskach Olimpijskich 2008 – bieg na 400 m mężczyzn

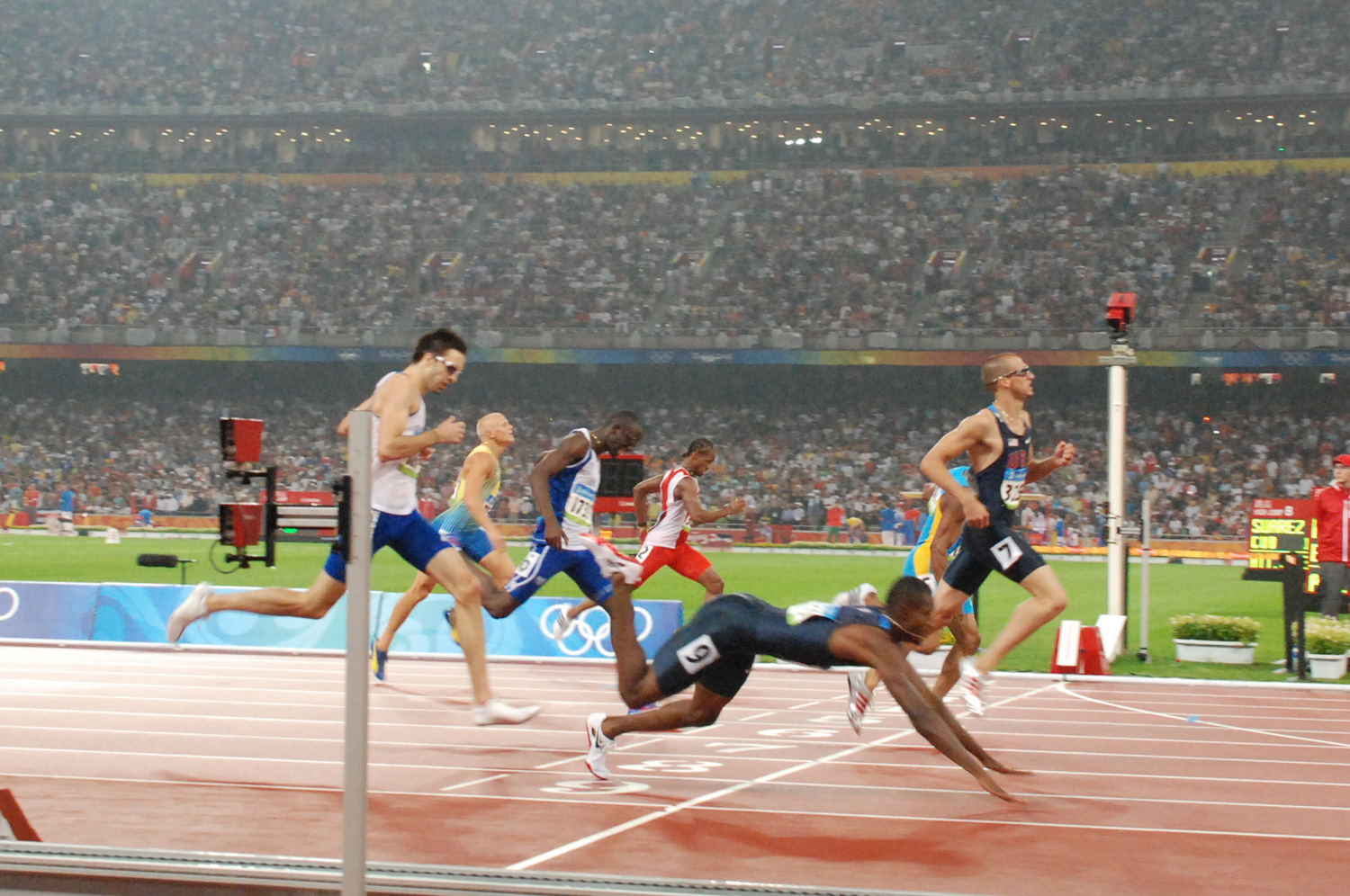
Bieg finałowy

Bieg na 400 metrów mężczyzn to jedna z konkurencji lekkoatletycznych rozegraych podczas XXIX Letnich Igrzyskach Olimpijskich w Pekinie na Stadionie Narodowym.
Rozgrywki rozpoczęły się 18 sierpnia o godzinie 9:00 czasu miejscowego. Wtedy to rozegrano pierwszą rundę zawodów. Decydująca faza, która wyłoniła mistrza olimpijskiego odbyła się 21 sierpnia o godzinie 21:20 czasu miejscowego.
Złoty medal zdobył Amerykanin LaShawn Merritt, bijąc swój rekord życiowy (43,75 s).
| Poz. – pozycja                                                               |
| NR – rekord krajowy \| PB – rekord życiowy \| SB – najlepszy wynik w sezonie |
| Fn – falstart                                                                |
| * wyniki podawane w sekundach                                                |

## Rekordy
Tabela przedstawia najlepsze wyniki, które uzyskali zawodnicy na świecie, jak i na igrzyskach oraz na każdym kontynencie. Stan z dnia 8 sierpnia 2008 roku.
| Rekord świata                                  | Michael Johnson (USA)         | 43,18 s | Sewilla, Hiszpania         | 26.08.1999 |
| Rekord olimpijski                              | Michael Johnson (USA)         | 43,49 s | Atlanta, Stany Zjednoczone | 29.07.1996 |
| Rekord Afryki                                  | Gary Kikaya (COD)             | 44,10 s | Stuttgart, Niemcy          | 09.09.2006 |
| Rekord Ameryki Południowej                     | Sanderlei Claro Parrela (BRA) | 44,29 s | Sewilla, Hiszpania         | 26.08.1999 |
| Rekord Ameryki Północnej, Środkowej i Karaibów | Michael Johnson (USA)         | 43,18 s | Sewilla, Hiszpania         | 26.08.1999 |
| Rekord Azji                                    | Mohamed Amer Al-Malky (OMA)   | 44,56 s | Budapeszt, Węgry           | 12.08.1988 |
| Rekord Europy                                  | Thomas Schönlebe (GER)        | 44,33 s | Rzym, Włochy               | 03.09.1987 |
| Rekord Oceanii                                 | Darren Clark (AUS)            | 44,38 s | Seul, Korea Południowa     | 26.09.1988 |

## Kwalifikacje do Igrzysk
Każdy kraj mógł wystawić po 3 zawodników w tej konkurencji, jeśli wszyscy trzej zawodnicy spełnili minimum A wyznaczone przez IAAF (tj. czas poniżej 45,55 sekundy) oraz 1 zawodnika z minimum B (tj. czas poniżej 45,95 sekundy). Kwalifikacje trwały od 1 stycznia 2007 do 23 lipca 2008 roku. Ostatecznie na igrzyskach wystartowało 56 zawodników.

## Przebieg zawodów

### Pierwsza runda
W pierwsze rundzie wystartowało 55 spośród 56 zawodników, którzy zostali zgłoszeni do zawodów (nie wystartował Botswańczyk California Molefe). Bezpośrednio do drugiej rundy awansowali trzej najlepsi zawodnicy każdego z 10 biegów (Q) oraz trzech zawodników z najlepszymi czasami, którzy zajęli miejsca gorsze niż trzecie (q). Najszybszym okazał się zawodnik z Bahamów Chris Brown. Jedyny Polak Daniel Dabrowski (startujący bez przygotowania po kontuzji) zajął w swoim biegu eliminacyjnym ostatnie ósme miejsce.

#### Bieg 1
Godzina: 9:00 (UTC+8)
| Poz. | Zawodnik                | Narodowość        | Tor | Reakcja | Rezultat | Uwagi |
| ---- | ----------------------- | ----------------- | --- | ------- | -------- | ----- |
| 1    | Leslie Djhone           | Francja           | 4   | 0,190   | 45,12    | Q     |
| 2    | David Neville           | Stany Zjednoczone | 5   | 0,189   | 45,22    | Q     |
| 3    | William Collazo         | Kuba              | 6   | 0,180   | 45,37    | Q,    |
| 4    | Kévin Borlée            | Belgia            | 8   | 0,149   | 45,43    | q     |
| DSQ  | Dienis Aleksiejew       | Rosja             | 9   | 0,299   | 45,52    | DSQ   |
| 6    | Young Talkmore Nyongani | Zimbabwe          | 3   | 0,249   | 45,89    |       |
| 7    | Eric Milazar            | Mauritius         | 7   | 0,209   | 46,06    |       |
| 8    | Gakologelwang Masheto   | Botswana          | 2   | 0,183   | 46,29    | SB    |

#### Bieg 2
Godzina: 9:08 (UTC+8)
| Poz. | Zawodnik          | Narodowość                    | Tor | Reakcja | Rezultat | Uwagi |
| ---- | ----------------- | ----------------------------- | --- | ------- | -------- | ----- |
| 1    | Chris Brown       | Bahamy                        | 6   | 0,205   | 44,79    | Q     |
| 2    | Joel Milburn      | Australia                     | 7   | 0,155   | 44,80    | Q,    |
| 3    | Johan Wissman     | Szwecja                       | 4   | 0,229   | 44,81    | Q,    |
| 4    | Gary Kikaya       | Demokratyczna Republika Konga | 5   | 0,184   | 44,89    | q,    |
| 5    | Sanjay Ayre       | Jamajka                       | 8   | 0,177   | 45,66    |       |
| 6    | Arismendy Peguero | Dominikana                    | 9   | 0,236   | 46,28    |       |
| 7    | Ivano Bucci       | San Marino                    | 3   | 0,209   | 48,54    | SB    |
| 8    | Liu Xiaosheng     | Chiny                         | 2   | 0,245   | 53,11    |       |

#### Bieg 3
Godzina: 9:16 (UTC+8)
| Poz. | Zawodnik              | Narodowość | Tor | Reakcja | Rezultat | Uwagi |
| ---- | --------------------- | ---------- | --- | ------- | -------- | ----- |
| 1    | Nery Brenes           | Kostaryka  | 8   | 0,196   | 45,36    | Q     |
| 2    | James Godday          | Nigeria    | 3   | 0,200   | 45,49    | Q     |
| 3    | Andretti Bain         | Bahamy     | 9   | 0,225   | 45,96    | Q     |
| 4    | Niko Verekauta        | Fidżi      | 7   | 0,161   | 46,32    | SB    |
| 5    | Fernando de Almeida   | Brazylia   | 6   | 0,158   | 46,60    |       |
| 6    | Lewis Banda           | Zimbabwe   | 2   | 0,244   | 46,76    |       |
| 7    | Vincent Mumo Kiilu    | Kenia      | 4   | 0,212   | 46,79    |       |
| 8    | Nagmeldin Ali Abubakr | Sudan      | 5   | 0,247   | 47,12    |       |

#### Bieg 4
Godzina: 9:24 (UTC+8)
| Poz. | Zawodnik          | Narodowość      | Tor | Reakcja | Rezultat | Uwagi |
| ---- | ----------------- | --------------- | --- | ------- | -------- | ----- |
| 1    | Martyn Rooney     | Wielka Brytania | 7   | 0,207   | 45,00    | Q     |
| 2    | Sean Wroe         | Australia       | 8   | 0,182   | 45,17    | Q,    |
| 3    | Ricardo Chambers  | Jamajka         | 5   | 0,211   | 45,22    | Q     |
| 4    | Erison Hurtault   | Dominika        | 3   | 0,246   | 46,10    |       |
| 5    | Andrés Silva      | Urugwaj         | 9   | 0,265   | 46,34    |       |
| 6    | Rudolf Götz       | Czechy          | 2   | 0,157   | 46,38    |       |
| 7    | Yūzō Kanemaru     | Japonia         | 6   | 0,225   | 46,39    |       |
| 8    | California Molefe | Botswana        | 4   | 8       | 80DNS    |       |

#### Bieg 5
Godzina: 9:32 (UTC+8)
| Poz. | Zawodnik             | Narodowość        | Tor | Reakcja | Rezultat | Uwagi |
| ---- | -------------------- | ----------------- | --- | ------- | -------- | ----- |
| 1    | LaShawn Merritt      | Stany Zjednoczone | 2   | 0,214   | 44,96    | Q     |
| 2    | Saul Weigopwa        | Nigeria           | 7   | 0,172   | 45,19    | Q     |
| 3    | Claudio Licciardello | Włochy            | 8   | 0,186   | 45,25    | Q,    |
| 4    | Jonathan Borlée      | Belgia            | 3   | 0,225   | 45,25    | q,    |
| 5    | Ato Stephens         | Trynidad i Tobago | 6   | 0,195   | 45,63    |       |
| 6    | Alleyne Francique    | Grenada           | 9   | 0,215   | 46,15    |       |
| 7    | Yeimer Mosquera      | Kolumbia          | 5   | 0,268   | 46,59    |       |
| 8    | Siraj Williams       | Liberia           | 4   | 0,288   | 47,89    |       |

#### Bieg 6
Godzina: 9:40 (UTC+8)
| Poz. | Zawodnik          | Narodowość        | Tor | Reakcja | Rezultat | Uwagi |
| ---- | ----------------- | ----------------- | --- | ------- | -------- | ----- |
| 1    | Andrew Steele     | Wielka Brytania   | 7   | 0,248   | 44,94    | Q,    |
| 2    | Renny Quow        | Trynidad i Tobago | 5   | 0,266   | 45,13    | Q     |
| 3    | Michael Mathieu   | Bahamy            | 6   | 0,193   | 45,17    | Q,    |
| 4    | Michael Blackwood | Jamajka           | 8   | 0,204   | 45,56    |       |
| 5    | Tyler Christopher | Kanada            | 2   | 0,172   | 45,67    |       |
| 6    | Joel Phillip      | Grenada           | 3   | 0,198   | 46,30    |       |
| 7    | Félix Martínez    | Portoryko         | 9   | 0,347   | 46,46    |       |
| 8    | Daniel Dąbrowski  | Polska            | 4   | 0,260   | 47,83    |       |

#### Bieg 7
Godzina: 9:48 (UTC+8)
| Poz. | Zawodnik                  | Narodowość                           | Tor | Reakcja | Rezultat | Uwagi |
| ---- | ------------------------- | ------------------------------------ | --- | ------- | -------- | ----- |
| 1    | Jeremy Wariner            | Stany Zjednoczone                    | 9   | 0,253   | 45,23    | Q     |
| 2    | Tabarie Henry             | Wyspy Dziewicze Stanów Zjednoczonych | 6   | 0,165   | 45,36    | Q,    |
| 3    | Cédric Van Branteghem     | Belgia                               | 2   | 0,203   | 45,54    | Q     |
| 4    | David Gillick             | Irlandia                             | 4   | 0,275   | 45,83    |       |
| 5    | Maksim Dyłdin             | Rosja                                | 5   | 0,194   | 46,03    |       |
| 6    | Mychajło Knysz            | Ukraina                              | 3   | 0,260   | 46,28    |       |
| 7    | Mathieu Gnanligo          | Benin                                | 7   | 0,207   | 47,10    |       |
| 8    | ANaiel Santiago d'Almeida | Wyspy Świętego Tomasza i Książęca    | 8   | 0,178   | 49,08    |       |

#### Klasyfikacja ogólna
| Tor | Zawodnik                  | Narodowość                           | Reakcja | Rezultat | Uwagi |
| --- | ------------------------- | ------------------------------------ | ------- | -------- | ----- |
| 6   | Chris Brown               | Bahamy                               | 0,205   | 44,79    | Q     |
| 7   | Joel Milburn              | Australia                            | 0,155   | 44,80    | Q,    |
| 4   | Johan Wissman             | Szwecja                              | 0,229   | 44,81    | Q,    |
| 5   | Gary Kikaya               | Demokratyczna Republika Konga        | 0,184   | 44,89    | q,    |
| 7   | Andrew Steele             | Wielka Brytania                      | 0,248   | 44,94    | Q,    |
| 2   | LaShawn Merritt           | Stany Zjednoczone                    | 0,214   | 44,96    | Q     |
| 7   | Martyn Rooney             | Wielka Brytania                      | 0,207   | 45,00    | Q     |
| 4   | Leslie Djhone             | Francja                              | 0,190   | 45,12    | Q     |
| 5   | Renny Quow                | Trynidad i Tobago                    | 0,266   | 45,13    | Q     |
| 6   | Michael Mathieu           | Bahamy                               | 0,193   | 45,17    | Q,    |
| 8   | Sean Wroe                 | Australia                            | 0,182   | 45,17    | Q,    |
| 7   | Saul Weigopwa             | Nigeria                              | 0,172   | 45,19    | Q     |
| 5   | Ricardo Chambers          | Jamajka                              | 0,211   | 45,22    | Q     |
| 5   | David Neville             | Stany Zjednoczone                    | 0,189   | 45,22    | Q     |
| 9   | Jeremy Wariner            | Stany Zjednoczone                    | 0,253   | 45,23    | Q     |
| 8   | Claudio Licciardello      | WlWłochy                             | 0,186   | 45,25    | Q,    |
| 3   | Jonathan Borlée           | Belgia                               | 0,225   | 45,25    | q,    |
| 8   | Nery Brenes               | Kostaryka                            | 0,196   | 45,36    | Q     |
| 6   | Tabarie Henry             | Wyspy Dziewicze Stanów Zjednoczonych | 0,165   | 45,36    | Q,    |
| 6   | William Collazo           | Kuba                                 | 0,180   | 45,37    | Q,    |
| 8   | Kévin Borlée              | Belgia                               | 0,149   | 45,43    | q     |
| 3   | James Godday              | Nigeria                              | 0,200   | 45,49    | Q     |
| 9   | Dienis Aleksiejew         | Rosja                                | 0,299   | 45,52    | DSQ   |
| 2   | Cédric Van Branteghem     | Belgia                               | 0,203   | 45,54    | Q     |
| 8   | Michael Blackwood         | Jamajka                              | 0,204   | 45,56    |       |
| 6   | Ato Stephens              | Trynidad i Tobago                    | 0,195   | 45,63    |       |
| 8   | Sanjay Ayre               | Jamajka                              | 0,177   | 45,66    |       |
| 2   | Tyler Christopher         | Kanada                               | 0,172   | 45,67    |       |
| 4   | David Gillick             | Irlandia                             | 0,275   | 45,83    |       |
| 3   | Young Talkmore Nyongani   | Zimbabwe                             | 0,249   | 45,89    |       |
| 9   | Andretti Bain             | Bahamy                               | 0,225   | 45,96    | Q     |
| 5   | Maksim Dyłdin             | Rosja                                | 0,194   | 46,03    |       |
| 7   | Eric Milazar              | Mauritius                            | 0,209   | 46,06    |       |
| 3   | Erison Hurtault           | Dominika                             | 0,246   | 46,10    |       |
| 9   | Alleyne Francique         | Grenada                              | 0,215   | 46,15    |       |
| 3   | Mychajło Knysz            | Ukraina                              | 0,260   | 46,28    |       |
| 9   | Arismendy Peguero         | Dominikana                           | 0,236   | 46,28    |       |
| 2   | Gakologelwang Masheto     | Botswana                             | 0,183   | 46,29    | SB    |
| 3   | Joel Phillip              | Grenada                              | 0,198   | 46,30    |       |
| 7   | Niko Verekauta            | Fidżi                                | 0,161   | 46,32    | SB    |
| 9   | Andrés Silva              | Urugwaj                              | 0,265   | 46,34    |       |
| 2   | Rudolf Götz               | Czechy                               | 0,157   | 46,38    |       |
| 6   | Yūzō Kanemaru             | Japonia                              | 0,225   | 46,39    |       |
| 9   | Félix Martínez            | Portoryko                            | 0,347   | 46,46    |       |
| 5   | Yeimer Mosquera           | Kolumbia                             | 0,268   | 46,59    |       |
| 6   | Fernando de Almeida       | Brazylia                             | 0,158   | 46,60    |       |
| 2   | Lewis Banda               | Zimbabwe                             | 0,244   | 46,76    |       |
| 4   | Vincent Mumo Kiilu        | Kenia                                | 0,212   | 46,79    |       |
| 7   | Mathieu Gnanligo          | Benin                                | 0,207   | 47,10    |       |
| 5   | Nagmeldin Ali Abubakr     | Sudan                                | 0,247   | 47,12    |       |
| 4   | Daniel Dąbrowski          | Polska                               | 0,260   | 47,83    |       |
| 4   | Siraj Williams            | Liberia                              | 0,288   | 47,89    |       |
| 3   | Ivano Bucci               | San Marino                           | 0,209   | 48,54    | SB    |
| 8   | ANaiel Santiago d'Almeida | Wyspy Świętego Tomasza i Książęca    | 0,178   | 49,08    |       |
| 2   | Liu Xiaosheng             | Chiny                                | 0,245   | 53,11    |       |
| 4   | California Molefe         | Botswana                             | 8       | 80DNS    |       |

### Półfinały
Półfinały rozegrane zostały 19 sierpnia. Wystartowało w nich 24 zawodników, którzy przedostali się z pierwszej rundy. Bezpośrednio do finału awansowało dwóch najlepszych zawodników każdego z trzech biegów (Q), a także dwóch zawodników z najlepszymi czasami, którzy zajęli miejsca poniżej drugiego.

#### Półfinał 1
Godzina: 21:45 (UTC+8)
| Poz. | Zawodnik             | Narodowość                           | Tor | Reakcja | Rezultat | Uwagi |
| ---- | -------------------- | ------------------------------------ | --- | ------- | -------- | ----- |
| 1    | Jeremy Wariner       | Stany Zjednoczone                    | 6   | 0,224   | 44,15    | Q     |
| 2    | Chris Brown          | Bahamy                               | 5   | 0,244   | 44,59    | Q     |
| 3    | Kévin Borlée         | Belgia                               | 3   | 0,162   | 44,88    | NR    |
| 4    | Nery Brenes          | Kostaryka                            | 7   | 0,169   | 44,94    | NR    |
| 5    | Saul Weigopwa        | Nigeria                              | 4   | 0,168   | 45,02    | SB    |
| 6    | William Collazo      | Kuba                                 | 2   | 0,191   | 45,06    | PB    |
| 7    | Tabarie Henry        | Wyspy Dziewicze Stanów Zjednoczonych | 8   | 0,165   | 45,19    | NR    |
| 8    | Claudio Licciardello | Włochy                               | 9   | 0,259   | 45,64    |       |

#### Półfinał 2
Godzina: 21:52 (UTC+8)
| Poz. | Zawodnik         | Narodowość        | Tor | Reakcja | Rezultat | Uwagi |
| ---- | ---------------- | ----------------- | --- | ------- | -------- | ----- |
| 1    | Leslie Djhone    | Francja           | 6   | 0,159   | 44,79    | Q,    |
| 2    | David Neville    | Stany Zjednoczone | 4   | 0,190   | 44,91    | Q     |
| 3    | Joel Milburn     | Australia         | 5   | 0,187   | 45,06    |       |
| 4    | Ricardo Chambers | Jamajka           | 9   | 0,220   | 45,09    |       |
| 5    | Jonathan Borlée  | Belgia            | 3   | 0,191   | 45,11    | PB    |
| 6    | James Godday     | Nigeria           | 8   | 0,185   | 45,24    |       |
| 7    | Andretti Bain    | Bahamy            | 2   | 0,196   | 45,52    |       |
| 8    | Andrew Steele    | Wielka Brytania   | 7   | 0,216   | 45,59    |       |

#### Półfinał 3
Godzina: 21:59 (UTC+8)
| Poz. | Zawodnik              | Narodowość                    | Tor | Reakcja | Rezultat | Uwagi |
| ---- | --------------------- | ----------------------------- | --- | ------- | -------- | ----- |
| 1    | LaShawn Merritt       | Stany Zjednoczone             | 7   | 0,187   | 44,12    | Q     |
| 2    | Martyn Rooney         | Wielka Brytania               | 6   | 0,126   | 44,60    | Q,    |
| 3    | Johan Wissman         | Szwecja                       | 8   | 0,211   | 44,64    | q,    |
| 4    | Renny Quow            | Trynidad i Tobago             | 5   | 0,204   | 44,82    | q,    |
| 5    | Gary Kikaya           | Demokratyczna Republika Konga | 2   | 0,187   | 44,94    |       |
| 6    | Michael Mathieu       | Bahamy                        | 9   | 0,203   | 45,56    |       |
| 7    | Sean Wroe             | Australia                     | 4   | 0,205   | 45,56    |       |
| 8    | Cédric Van Branteghem | Belgia                        | 3   | 0,199   | 45,81    |       |

#### Klasyfikacja ogólna
| Tor | Zawodnik              | Narodowość                           | Reakcja | Rezultat | Uwagi |
| --- | --------------------- | ------------------------------------ | ------- | -------- | ----- |
| 7   | LaShawn Merritt       | Stany Zjednoczone                    | 0,187   | 44,12    | Q     |
| 6   | Jeremy Wariner        | Stany Zjednoczone                    | 0,224   | 44,15    | Q     |
| 5   | Chris Brown           | Bahamy                               | 0,244   | 44,59    | Q     |
| 6   | Martyn Rooney         | Wielka Brytania                      | 0,126   | 44,60    | Q,    |
| 8   | Johan Wissman         | Szwecja                              | 0,211   | 44,64    | q,    |
| 6   | Leslie Djhone         | Francja                              | 0,159   | 44,79    | Q,    |
| 5   | Renny Quow            | Trynidad i Tobago                    | 0,204   | 44,82    | q,    |
| 3   | Kévin Borlée          | Belgia                               | 0,162   | 44,88    | NR    |
| 4   | David Neville         | Stany Zjednoczone                    | 0,190   | 44,91    | Q     |
| 7   | Nery Brenes           | Kostaryka                            | 0,169   | 44,94    | NR    |
| 2   | Gary Kikaya           | Demokratyczna Republika Konga        | 0,187   | 44,94    |       |
| 4   | Saul Weigopwa         | Nigeria                              | 0,168   | 45,02    | SB    |
| 2   | William Collazo       | Kuba                                 | 0,191   | 45,06    | PB    |
| 5   | Joel Milburn          | Australia                            | 0,187   | 45,06    |       |
| 9   | Ricardo Chambers      | Jamajka                              | 0,220   | 45,09    |       |
| 3   | Jonathan Borlée       | Belgia                               | 0,191   | 45,11    | PB    |
| 8   | Tabarie Henry         | Wyspy Dziewicze Stanów Zjednoczonych | 0,165   | 45,19    | NR    |
| 8   | James Godday          | Nigeria                              | 0,185   | 45,24    |       |
| 2   | Andretti Bain         | Bahamy                               | 0,196   | 45,52    |       |
| 9   | Michael Mathieu       | Bahamy                               | 0,203   | 45,56    |       |
| 4   | Sean Wroe             | Australia                            | 0,205   | 45,56    |       |
| 7   | Andrew Steele         | Wielka Brytania                      | 0,216   | 45,59    |       |
| 9   | Claudio Licciardello  | WlWłochy                             | 0,259   | 45,64    |       |
| 3   | Cédric Van Branteghem | Belgia                               | 0,199   | 45,81    |       |

### Finał
W finale wystartowało 8 zawodników, którzy przedostali się przez dwie rundy kwalifikacji.

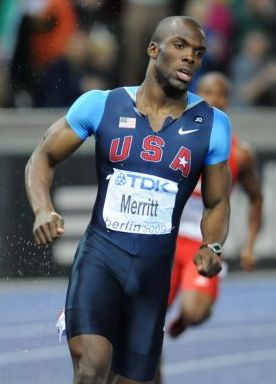
Złoty medalista olimpijski – LaShawn Merritt

Godzina: 21:20 (UTC+8)
| Poz. | Zawodnik        | Narodowość        | Tor | Reakcja | Rezultat | Uwagi |
| ---- | --------------- | ----------------- | --- | ------- | -------- | ----- |
| 1    | LaShawn Merritt | Stany Zjednoczone | 4   | 0,318   | 43,75    | PB    |
| 2    | Jeremy Wariner  | Stany Zjednoczone | 7   | 0,209   | 44,74    |       |
| 3    | David Neville   | Stany Zjednoczone | 9   | 0,293   | 44,80    |       |
| 4    | Chris Brown     | Bahamy            | 5   | 0,231   | 44,84    |       |
| 5    | Leslie Djhone   | Francja           | 6   | 0,164   | 45,11    |       |
| 6    | Martyn Rooney   | Wielka Brytania   | 8   | 0,208   | 45,12    | F1    |
| 7    | Renny Quow      | Trynidad i Tobago | 2   | 0,201   | 45,22    |       |
| 8    | Johan Wissman   | Szwecja           | 3   | 0,218   | 45,39    |       |